# 泰阿胡波奥
泰阿胡波奥（大溪地語發音：[te.a.hu.ˈpo.ʔo]）是法屬玻里尼西亞大溪地島西南海岸的一個村莊，位於南太平洋。它以沖浪場所和海上的沉重的玻璃狀波浪而聞名，通常達到2至3m，有時可達7米。
泰阿胡波奥預計會承辦2024年夏季奥林匹克运动会的衝浪比賽，距離主場館所在的巴黎距離15000公里。

## 外部連結
- 维基共享资源上的相關多媒體資源：泰阿胡波奥